# Anthurium kunayalense
Anthurium kunayalense är en kallaväxtart som beskrevs av Thomas Bernard Croat och Vannini. Anthurium kunayalense ingår i släktet Anthurium och familjen kallaväxter. Inga underarter finns listade.